# Christian Panucci
Christian Panucci, född 12 april 1973 i Savona, är en italiensk fotbollstränare och före detta fotbollsspelare. Han spelade främst högerback och mittback.

## Spelarkarriär
Panucci inledde karriären för Genoa. Han har därefter representerat Milan, Real Madrid, Inter, Chelsea, AS Monaco, Roma och Parma. Han har vunnit Champions League två gånger, Serie A två gånger och La Liga en gång.
Han spelade 57 matcher och gjorde fyra mål i det italienska landslaget.

## Ledarkarriär
Efter spelarkarriären arbetade Panucci ett kort tag som sportchef i Palermo.
2012 började han arbeta som assisterande tränare till Fabio Capello med Rysslands herrlandslag i fotboll. Han lämnade uppdrage 2014 efter utebliven lön.
I mars 2015 efterträdde han Ezio Gelain som huvudtränare för Livorno och fick därmed sitt första uppdrag som huvudtränare. Panucci lämnade klubben 25 november 2015, sedan han blivit oense med ordförande Aldo Spinelli om säsongens målsättning. Han återinstallerades som huvudtränare 27 januari 2016, sedan Mutti endast lyckats spela in tre poäng på nio matcher.

## Övrigt
Christian Panucci har även deltagit i italienska versionen av Let's dance.